# Dwyn

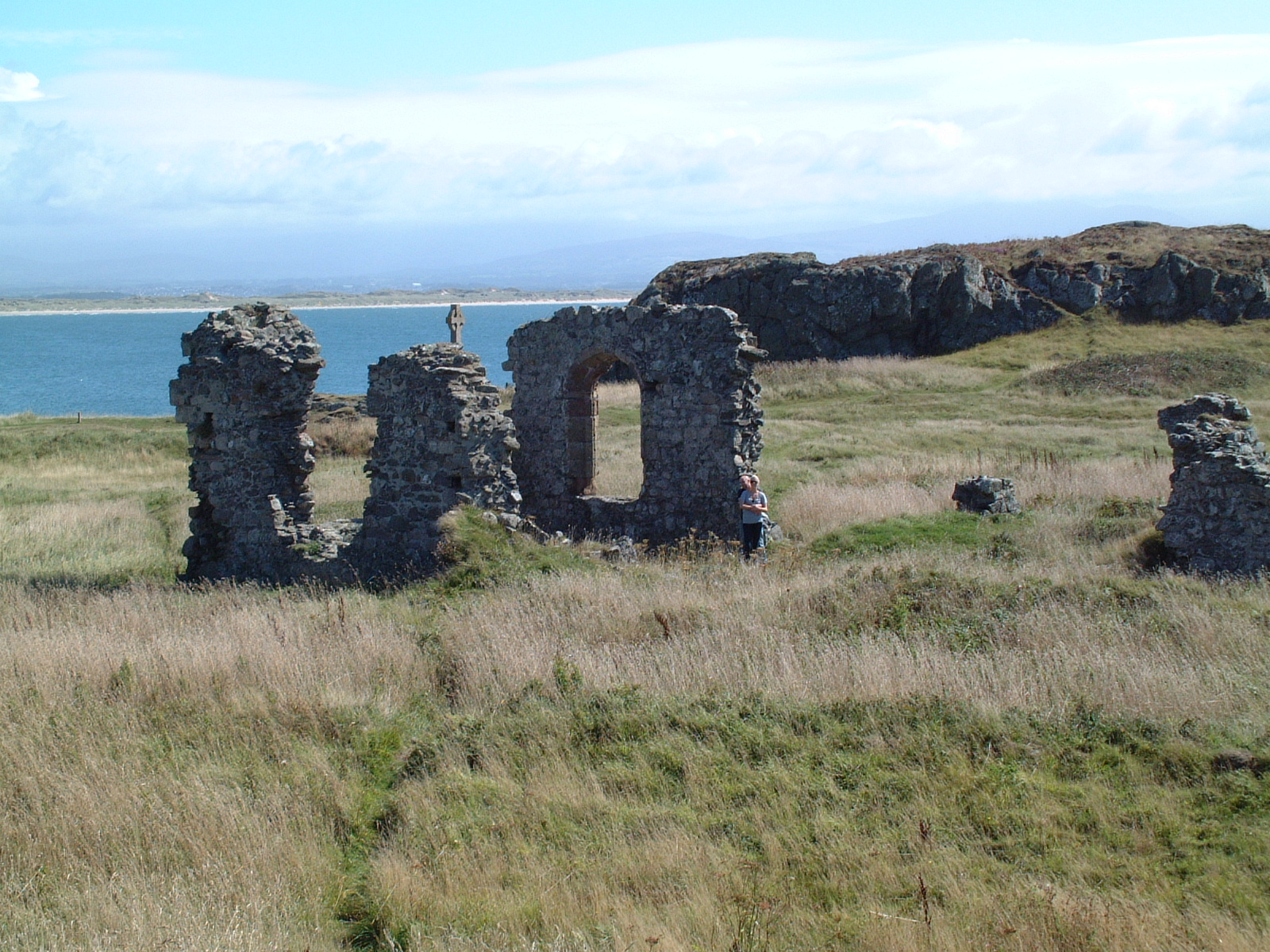
Restanten van haar naamkerk op het eiland Llanddwyn

Dwyn, ook Dwynwen, Donwen, Donwenna en Dunwen (? - 460) was een Welshe prinses en heilige uit de 5e eeuw. 
Zij was een van de vele dochters van koning Brychan van Brycheiniog. Toen een zekere Maelon verliefd op haar werd en met haar wilde trouwen, wilde Dwyn toch liever geestelijke worden.  Ze is in Wales de beschermheilige van de verliefden.  Haar naamdag, 25 januari, is in Wales vergelijkbaar met Sint-Valentijn.  Op het eiland Llanddwyn (betekenis: "Kerk van Sint-Dwyn") was een kerk aan haar opgedragen, waarvan de restanten heden nog bezocht kunnen worden.